# Петров, Фёдор Александрович
Фёдор Алекса́ндрович Петро́в (р. 23 апреля 1950) — российский историк, доктор исторических наук. Главный научный сотрудник отдела письменных источников Государственного исторического музея. Специализируется на истории России XIX — начала XX века.

## Биография
Окончил исторический факультет МГУ, ученик П. А. Зайончковского. В 1976 году защитил кандидатскую диссертацию "Земское либеральное движение в период второй революционной ситуации (конец 1870-х — начало 1880-х гг.) ", в 1999 году — докторскую диссертацию «Формирование системы университетского образования в России в первой половине XIX века».

## Научная деятельность
Автор нескольких выставок музеев и составитель каталогов.
Монументальный труд Петрова — «Формирование системы университетского образования в России» (в 4 т.) посвящён складыванию системы университетского образования с XVIII до сер. XIX века. Колоссальная монография включает анализ процесса распространения высшего образования в России, характеристики проектов университетского устройства, подробнейший анализ Уставов университетов 1804 и 1835 гг., разбор государственной политики в области высшего образования и жизни университета, социальный, конфессиональный, образовательный состав профессуры, студенчества. Содержит данные о 3,5 тыс. лиц., многочисленные статистические таблицы, составленные на основе архивных данных, опубликованных впервые. Описываются биографии множества действующих лиц университетской истории всей России того периода.

## Династия
Представитель старинной московской творческой династии. Внук академика Федора Петровича Саваренского (гидрогеология) и члена корреспондента АН СССР Александра Дмитриевича Петрова, сын академика Татьяны Саваренской (архитектура) и профессора Александра Александровича Петрова (химия). Его двоюродная бабушка — ученица Станиславского, актриса МХАТа, голливудская актриса и знаменитый педагог Успенская, Мария Алексеевна. Прапрадед — протоиерей Николай Гаврилович Богословский, основатель Новгородского музея.

## Труды
- Династии московской интеллигенции XX в. Петровы и Саваренские. М., 2007
- Формирование системы университетского образования России. В 4 т. М., 2003 (2-е изд.)
- С. П. Шевырев — первый профессор истории российской словесности в Московском университете. М., 1999
- К. Д. Кавелин в Московском университете. М., 1997
- Немецкие профессора в Московском университете. М., 1997
- М. П. Погодин и создание кафедры российской истории в Московском университете. М., 1995.

в соавторстве:
- Т. Ф. Саваренская, Д. О. Швидковский, Ф. А. Петров. История градостроительного искусства. М., 2004  (и другие издания)
- История градостроительного искусства. Поздний феодализм и капитализм. М., 1989 (и другие издания)
- 1812 год. Воспоминания воинов русской армии: Из собрания Отдела письменных источников Государственного Исторического музея / Сост.: Ф. А. Петров и др. М, 1991 [militera.lib.ru/memo/russian/sb_1812/index.html]
- Обзор фонда Музей «Старая Москва». Пособие для аспирантов/ Сост. Ф. А. Петров. — М.:НИИ культуры, 1991. -
- Автографы российских историков: [Буклет выставки]/Авт.колл.: А. Д. Яновский,А. К. Афанасьев,Е. В. Неберекутина;Пер. с фр. Ф. А. Петров.-М.:2002.-42 с.:ил.-Цикл выставок «Исторический архив ГИМ. 1912—2002 гг.» Выставка вторая.
- Автографы российских императоров и императриц: [Буклет выставки]/ГИМ; Авт. текста: Ф. А. Петров, М. В. Фалалеева.-М.,2002.-50 с.:ил. — Цикл выставок "Исторический архив…
- Великие императоры Европы: Наполеон I и Александр I/ ГИМ. Науч.ред. и сост. : В. М. Безотосный, А. Д. Яновский, Ф. А. Петров. — М. : «Константа», 2000. — 222 с. : ил., цв.ил.
- Автографы знаменитых иностранцев. [Буклет выставки]/ГИМ; Рук. проекта и авт. предисл. А. Д. Яновский; Авт. текстов: Н. Б. Быстрова, Ф. А. Петров, А. Г. Юшко. — М., 2002. — 54 с.: ил., цв. ил. — Цикл выставок «Исторический архив ГИМ. 1912 −2002 гг.» Выставка третья
- Петров Ф. А. Академик архитектуры Татьяна Федоровна Саваренская: обзор арх. фонда из собр. Гос. Ист. Музея,Москва: Моск. гос. ун-т им. М. В. Ломоносова, 2005.
- Vivat academia! К 250-летию Московской медицинской академии им. И. М. Сеченова. 2008
- «Хозяин Москвы». К 200-летию со дня рождения московского генерал-губернатора князя Владимира Андреевича Долгорукого (1810—1891). Издание к выставке. М., 2010.
- 1812. Мир и война. Выставка из частных отечественных и зарубежных собраний. 2008

конференции
- Наполеон. Легенда и реальность. Материалы научных конференций и наполеоновских чтений. 1996—1998